# La Sarraz (hrad)

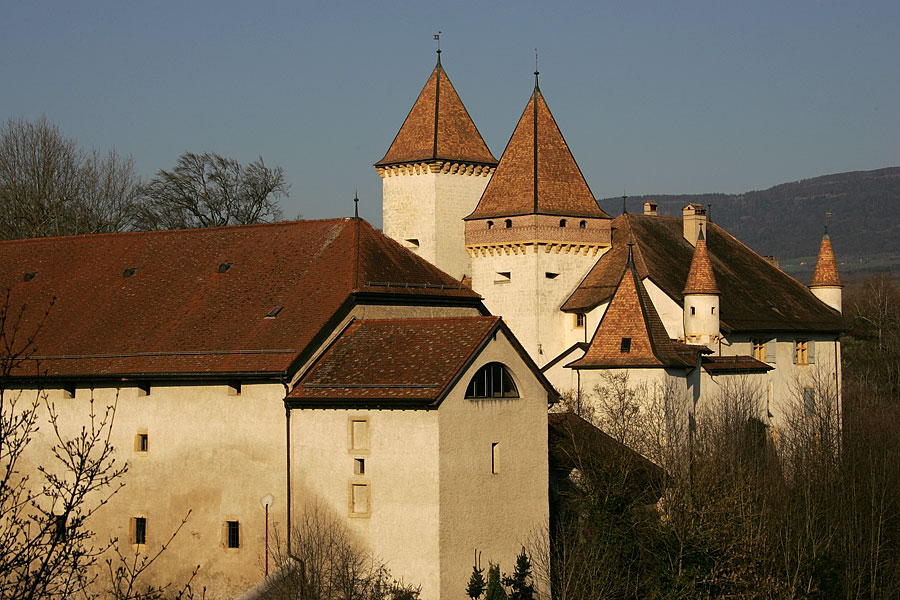
La Sarraz

La Sarraz je hrad pocházející z poloviny 11. století. Nachází se ve stejnojmenné obci na jihozápadě Švýcarska, v kantonu Vaud. Hrad je zrekonstruován a je v něm umístěno muzeum.
Na hradě (v té době ve vlastnictví nadšené mecenášky Hélène de Mandrot) byl z iniciativy Le Corbusiera a Sigfrieda Giediona v červnu 1928 založen CIAM (Congrès International d'Architecture Moderne). Z české strany se aktivit CIAM postupně účastnili architekti Bohuslav Fuchs, Josef Gočár a Adolf Loos.